# Ihrig-Farkas Sebestyén
Ihrig-Farkas Sebestyén (Budapest, 1994. január 28. –) magyar labdarúgó, jelenleg a Budapest Honvéd csatára.

## Pályafutása
Budapesten született, három mérkőzésen lépett pályára a Budapest Honvéd NB II-es második csapatában. 2012. január 31-én Ihrig-Farkas átmenetileg az olasz Parma csapatába szerződött. 2012. augusztus 31-én végleges megállapodást kötöttek. Ihrig-Farkas volt a tartalékcsapat játékosa.
2013. július 1-én Ihrig-Farkast kölcsönadták a Goricába Bright Addae, Daniele Bazzoffia, Uroš Celcer, Massimo Coda, Alex Cordaz, Alen Jogan, Gianluca Lapadula, Floriano Vanzo és a Crotonéval közös játékjogú Fabio Lebran társaságában. Az üzletet július 3-án jelentették be. Később kiállították, miután súlyos sérülést okozott Matej Mavričnak. 2014. január végén Ihrig-Farkas elhagyta a klubot.

## Fordítás
- Ez a szócikk részben vagy egészben  a   Sebestyén Ihrig-Farkas című angol Wikipédia-szócikk ezen változatának fordításán alapul.  Az eredeti cikk szerkesztőit annak laptörténete sorolja fel. Ez a jelzés csupán a megfogalmazás eredetét és a szerzői jogokat jelzi, nem szolgál a cikkben szereplő információk forrásmegjelöléseként.